# Білозерський канал

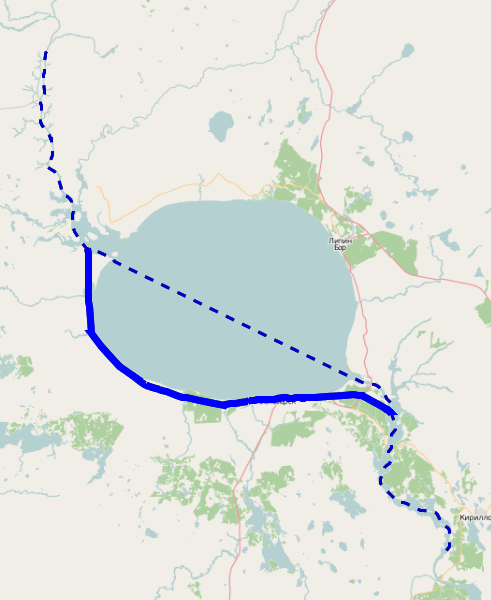
Білозерський канал та Волго-Балтійський водний шлях (інтерактивна мапа)

Білозерський обвідний канал (Білозерський канал) — канал навколо південно-західної частини Білого озера в Бєлозерському районі Вологодської області на північному заході Росії. З'єднує річку Ковжа і Шексну, є частиною Волго-Балтійського водного шляху. Довжина каналу становить 66,8 км Канал проходить місто Бєлозерськ.
Перші плани прорити канал, який з'єднує сточища Неви і Волги були розроблені у 1710 під час правління царя Петра І. На початку ХІХ століття, ця система була фактично побудована. Вона була відкрита у 1810 році і отримала назву Маріїнська водна система. Зокрема, водний шлях прямував річкою Шексна, Білим озером, і каналом що з'єднував з річкою Витегра. Але, Біле озеро було небезпечною ділянкою шляху через часті шторми, а також через мілководність біля витоку Шексни. Все це приводило до частих корабельних аварій
Була запропонована низка пропозицій для вирішення проблем. Зокрема, будівництво штучних островів. Купець Столбіков з Бєлозерська отримав концесію буксирувати човни по озеру в погану погоду. Проте ці пропозиції були неефективними, і Бєлозерські купці просили царя Олександра I дозволу на будівництво обвідного каналу. Дозвіл було отримано, і роботи почалися, але не були завершені
У 1830-і роки, купці просили дозволу знову, і будівництво почалося у 1843 році рівень каналу був на 4,0 м вище, ніж рівень входу у Шексну і на 1,8 м вище, ніж рівень входу у Ковжу.
Прокопано 53 км каналу, побудована дамба довжиною 12,8 км.
Серпень 1846 - прохід перших судів. Ширина по поверхні - 11 сажнів, по дну - 8 саж, глибина - 1 сажень. Рівень води підтримувався трьома дерев'яними шлюзами: "Безопасность" і "Удобство" на р. Шексні і "Польза" - на р. Ковжі. Живлення шлюзів водами Лозького і Азарського озер, перетворених на водосховища спорудженням греблі на р. Куность.
У 1890-1896 рр. під час перебудови Маріїнської системи роботи з поліпшення Білозерського каналу і р. Шексни були здані з торгів інж. Доманівському за загальну суму 3.828.700 руб.
У 1964 р рівень води в озері та каналі піднятий греблями Шекснинського і Пахомовського гідровузлів. Нині перемичка, що відокремлює канал від озера, місцями розмита. Канал судноплавний для місцевих судів дуже малих розмірів. Використовується для занять байдарковим видом спорту.
Від будівництва каналу зазнали економічних втрат мешканці села Крохіно і міста Бєлозерськ, через те що водний шлях обминав ці поселення і знання човнярської справи більше не було потрібно
В цілому ж будівництво каналу було великим економічним успіхом, і на 1870 рік було збільшено на 70% перевезення товарів водним шляхом

## Ресурси Інтернету
- Судоходство на Белом озере до и после прорытия белозерского обводного канала [Архівовано 10 серпня 2018 у Wayback Machine.]